# Nikolai Michailowitsch Jadrinzew

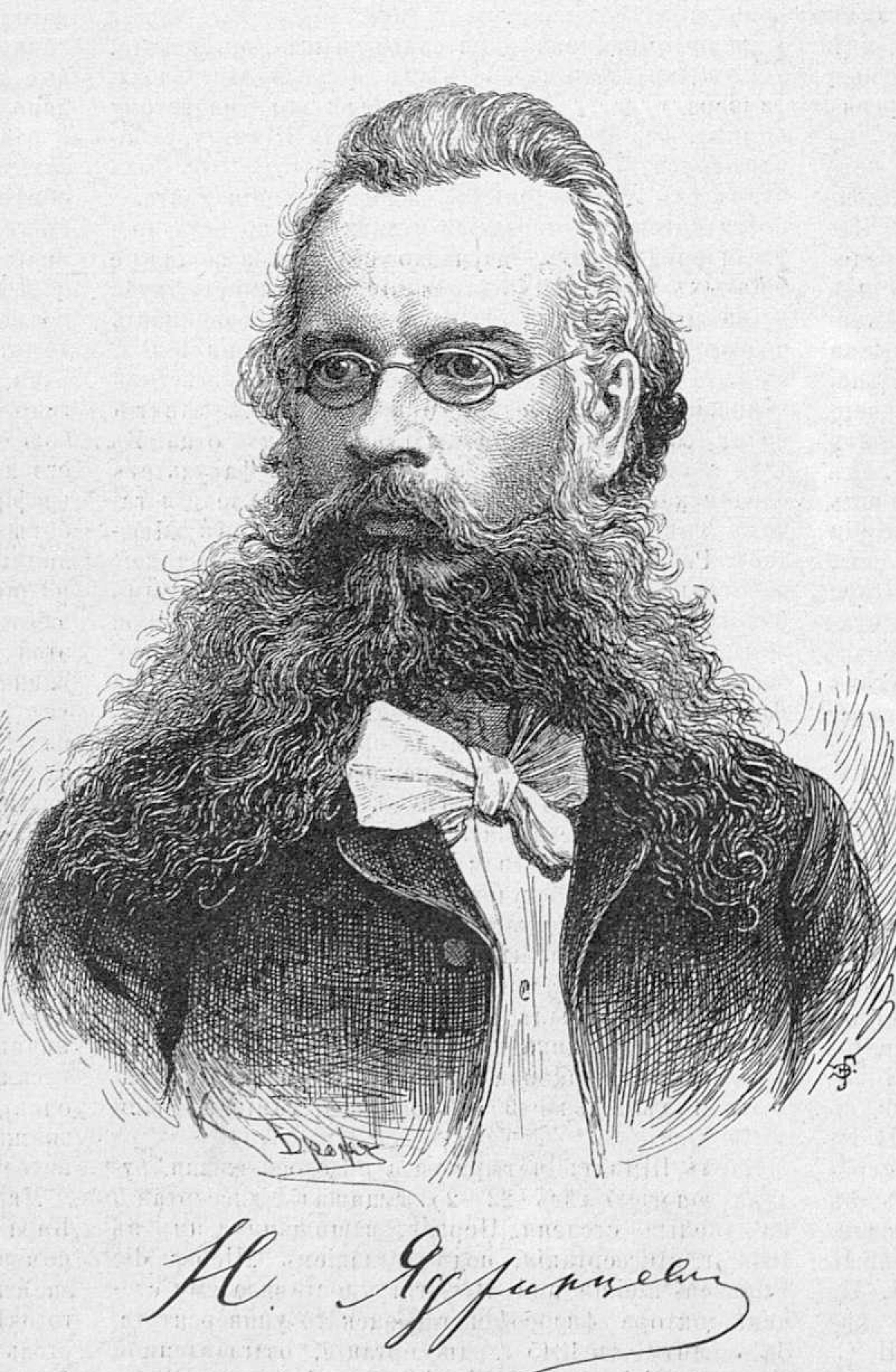
Nikolai Michailowitsch Jadrinzew

Nikolai Michailowitsch Jadrinzew (russisch Никола́й Миха́йлович Ядри́нцев, wiss. Transliteration Nikolaj Michajlovič Jadrincev; * 18. Oktoberjul. / 30. Oktober 1842greg. in Omsk; † 7. Junijul. / 19. Juni 1894greg. in Barnaul) war ein russischer Ethnograph, Archäologe und Schriftsteller. Er stammte aus Sibirien und widmete sein Schaffen dessen indigenen Völkerschaften. 

## Leben
Jadrinzew war Sohn einer Kaufmannsfamilie. Er schloss das Gymnasium in Tomsk ab und schrieb sich danach als Gasthörer an die Universität Sankt Petersburg ein, wo er von 1860 bis 1862 blieb. In Petersburg gehörte er zu den Mitorganisatoren einer Vereinigung sibirischer Studenten. Im Herbst 1863 kehrte er nach Sibirien zurück und widmete sich politischen und schriftstellerischen Aktivitäten. Im Mai 1865 wurde er zusammen mit anderen Befürwortern einer stärkeren sibirischen Identität verhaftet und im Jahre 1868 in ein Straflager in Schenkursk verbannt. Im Jahre 1873 wurde Jadrinzew begnadigt, er zog erneut nach Petersburg. Dort war er von 1876 bis 1881 Beamter unter dem Generalgouverneur von Westsibirien Nikolai Gennadjewitsch Kasnakow, so er sich vor allem mit der Gründung einer Universität in Sibirien beschäftigte. Jadrinzew hatte sich bereits seit 1861 publizistisch betätigt, von 1882 bis 1894 war er schließlich Redakteur und Herausgeber der Zeitschrift Восточное образѣние (etwa: Östliche Rundschau). Im Jahre 1891 unterstützte er die Maßnahmen gegen eine Hungersnot und Cholera-Epidemie im Süden des Tobolsker Gouvernements.
Jadrinzew widmete seine wissenschaftlichen Tätigkeiten der Erforschung Sibiriens und seiner Nachbarregionen. Er führte eine Reihe von Expeditionen in den Altai und in die Mongolei durch, wo es ihm 1889 gelang, die Ruinen der alten Hauptstadt Karakorum zu betreten. In dieser Rolle publizierte er einige Monographien und etwa 200 Aufsätze. In seinen Arbeiten befürwortete Jadrinzew die Kolonisierung Sibiriens, forderte die Unterstützung der nach Sibirien übersiedelten Bauern durch die Regierung und verurteilte die Entstehung kapitalistischer Beziehungen. Er forderte die Abschaffung der sibirischen Straflagern und glaubte an die Möglichkeit der Umerziehung von Straftätern.

## Werke
- Nikolai Michailowitsch Jadrinzew: Sibirien: geographische, ethnographische und historische Studien, bearbeitet und vervollständigt von Eduard Petri, Costenoble, Jena 1886.
- Nikolai Michailowitsch Jadrinzew: Сибирь как колония : в географическом, этнографическом и историческом отношении, Sibirskij Chronograf, Nowosibirsk 2003, ISBN 5875500077